# Darius Milhaud
Darius Milhaud /daˈʁjys miˈjo/ (Marsiglia, 4 settembre 1892 – Ginevra, 22 giugno 1974) è stato un compositore francese.

## Biografia
Nato a Marsiglia da una famiglia di amanti della musica, nel 1909 si recò a Parigi per iscriversi al Conservatorio dove studierà fino al 1915. Uno dei suoi insegnanti, per l'orchestrazione, fu Paul Dukas. In questi anni ebbe l'occasione di conoscere Georges Auric e Arthur Honegger con cui strinse amicizia. Durante il periodo bellico, a causa di una malattia reumatica di cui soffriva, riuscì a farsi riformare. Nel periodo di studio al Conservatorio scrisse diverse composizioni tra cui il Concerto n.1 per pianoforte (1913) e le musiche di scena sulla trilogia di Eschilo tradotta da Paul Claudel con cui collaborò più volte. Nel 1918 Milhaud entrò in contatto con Cocteau e Satie ed entrò a far parte del "Gruppo dei Sei". Quando Claudel, diventato ministro plenipotenziario a Rio de Janeiro, gli chiese di diventare suo segretario, Milhaud accettò e in Brasile conobbe e si entusuasmò per le musiche sudamericane di cui lasciò testimonianza in opere come Le bœuf sur le toit e Saudades do Brazil. Viaggiò parecchio, sia in qualità di direttore d'orchestra che come critico musicale e nel 1923, durante un soggiorno negli Stati Uniti, scoprì il jazz. Nel 1925 sposò una cugina, Madeleine Milhaud, da cui ebbe un figlio, Daniel. 
Nel 1940, per sfuggire ai nazisti essendo egli di fede ebraica, ritornò negli Stati Uniti, dove Pierre Monteux gli procurò un posto di insegnante di composizione al Mills College di Oakland (ruolo che conserverà fino al 1971); tra i suoi allievi vi furono Burt Bacharach e Philip Glass. Nel 1947 si stabilì nuovamente a Parigi dove insegnò al conservatorio e dall'anno successivo fu chiamato a dirigere la sezione musicale di Radio France. La sua fede ebraica è testimoniata anche dalla sua ultima opera, "David", scritta nel 1952.
L'artrite reumatoide che gli venne diagnosticata lo portò infine alla paralisi costringendolo ad abbandonare quasi del tutto le sue attività. Nel 1971 venne comunque eletto all'Accademia delle Belle Arti. Morì a Ginevra all'età di 81 anni.

## Stile
Darius Milhaud lascia un corpus musicale gigantesco (più di 450 opere) comprendente opere teatrali, balletti, musiche di scena e musica corale, composizioni per voci e strumenti, musica da camera e per pianoforte.
Il suo stile è influenzato sia da Satie che dai ritmi esotici, specialmente del Brasile (che ebbe modo di conoscere nei suoi viaggi). Già nelle prime composizioni fece ricorso alla politonalità che si ritroverà poi in molte sue opere; il suo stile è ironico e moderno, con un contrappunto notevole e un'armonia forte che sconfina anche nell'atonalità.

## L'attività didattica
Nella sua lunga carriera musicale, Milhaud non è stato solamente un grande compositore, ma anche un grande insegnante, riuscendo a crescere allievi destinati a fama mondiale. Fra di essi non vi sono solamente musicisti classici ma anche grandi della musica jazz e pop. A tal proposito sono da ricordare:
- Burt Bacharach
- Dave Brubeck
- Pierre Max Dubois
- Philip Glass
- György Kurtág
- Eugene Kurtz
- Steve Reich
- Pete Rugolo
- Karlheinz Stockhausen
- Morton Subotnick
- Iannis Xenakis

## Opere

### Balletti
Scrisse una quindicina di balletti tra cui: 
- L'uomo e il suo desiderio
- Le bœuf sur le toit (1920)
- Le Train Bleu (1922)
- La creazione del mondo (1923)
- Salade (1924)

### Concerti
- Concerto n. 1 per pianoforte (1913)
- Concerto per percussione e piccola orchestra, Op.109 (1929-1930)
- Concertino de printemps, per violino e piccola orchestra, Op.135 (1934)
- Concerto per marimba, vibrafono e orchestra op.278, (1947)
- Concertino d'automne, per 2 pianoforti e 8 strumenti, Op.309 (1951)
- Concertino d'été, per viola e orchestra da camera, Op.311 (1951)
- Concertino d'hiver, per trombone e archi, Op.327 (1953)
- "Scaramouche" op. 165c, per sassofono contralto (o clarinetto) e orchestra in Si bemolle maggiore (1939)

(la versione per due pianoforti op. 165b è del 1937).
- Concerto n. 2 per pianoforte (1941)
- Suite per violino e orchestra (1945)
- Concerto n. 2 per violoncello (1945)
- Concerto per arpa e orchestra (1954 con Nicanor Zabaleta diretto da Nino Sanzogno al Teatro La Fenice di Venezia)
- Concerto per oboe e orchestra (1958)
- Concerto per Clarinetto e Orchestra

### Musica sinfonica
- "Le bœuf sur le toit" (sinfonia cinematografica su motivi sudamericani) (1919)
- Saudades do Brazil (1920)
- Cinque studi per pianoforte e orchestra op.63 (1920)
- 12 Sinfonie (1939-1961)
- Le Carnaval d'Aix, fantasia per pianoforte e orchestra op.83b (1926)
- Suite provençale per orchestra (1937 al Teatro La Fenice di Venezia)
- Suite francese per orchestra (1944)

### Musica da camera
- 18 quartetti per archi (1912-1950)
- Sonatine per flauto e pianoforte: I. Tendre - II. Souple - III. Clair (a Louis Fleury e Jean Wiéner, 1922)
- Sonatina per clarinetto e pianoforte (1927)
- Quintetto di fiati "La cheminée du roi René" (1939)
- Duo Concertante per Clarinetto e Pianoforte
- Suite per Clarinetto, Violino e Pianoforte
- Sonate per arpa (a Anne Adams, 1972)
- Adieu per voce, flauto/ottavino, viola e arpa su testo estratto da Una stagione all'inferno di Arthur Rimbaud (a Cathy Berberian, 1965)
- Sonata per flauto, oboe, clarinetto e pianoforte op. 47 (1918)

### Chitarra
- Segoviana (1957)

### Musica vocale
- Canti popolari ebraici
- Catalogo dei fiori
- Il ritorno del figliol prodigo
- Funzioni sacre del Sabato mattina.

### Opera
- La brebis égarée op. 4 (1910-14)
- Esther de Carpentras op. 89 (1910-14, prima esecuzione 1925)
- Agamemnon op. 14, 'musiche di scena' per voci (Orestiean Trilogy No. 1) (1913-14)
- Les Choëphores op.24, 'musiche di scena' per voci (Orestiean Trilogy No. 2) (1915 ed integrale nel 1927 al Palais Garnier di Parigi)
- Les euménides op. 41, 'opera'  (Orestiean Trilogy No. 3) (1917-23)
- Les Malheurs d'Orphée opus 85 (1924, première 1926)
- Le Pauvre Matelot op. 92 (Jean Cocteau) (1926)
- L'enlèvement d'Europe  op. 94 (Opéra-minutes No. 1) (1927)
- L'abandon d'Ariane op. 98 (Opèra-Minutes No. 2) (1927)
- Le Délivrance de Thésée op. 99 (Opèra-Minutes No. 3) (1927)
- Christophe Colomb op. 102 (Paul Claudel) (1930 al Staatsoper Unter den Linden diretta da Erich Kleiber, revisionata 1968)
- Maximilien op. 110 (Hoffman su Franz Werfel) (1932 al Palais Garnier di Parigi)
- Opéra du Gueux op.131, ballad opera su L'opera del mendicante di John Gay (1939)
- Médée op. 191, libretto di Madeleine Milhaud (sua cugina e moglie) (1938)
- Bolivar op. 236, libretto di Madeleine Milhaud da Jules Supervielle (1950 al Palais Garnier di Parigi diretta da André Cluytens)
- David op. 320 (1952-3, 1954) (concerto a Gerusalemme) 1955 (rappresentata al Teatro alla Scala di Milano diretta da Nino Sanzogno con Marcella Pobbe, Eugenia Ratti, Jolanda Gardino, Angelo Mercuriali, Mario Carlin, Giuseppe Modesti, Anselmo Colzani, Afro Poli, Nicola Rossi-Lemeni, Italo Tajo e Nicola Zaccaria)
- Fiesta op. 370 (Boris Vian) (1958)
- La Mère coupable op. 412, libretto di Madeleine Milhaud dal dramma omonimo di Beaumarchais (1964)
- Saint-Louis, roi de France opera-oratorio op. 434 (Claudel) (1970)